# ألبرت توني
ألبرت توني (بالإنجليزية: Albert Toney)‏ هو لاعب كرة قاعدة أمريكي، ولد في 3 مارس 1879 في دو كيوين في الولايات المتحدة، وتوفي في 26 أكتوبر 1931 في شيكاغو في الولايات المتحدة.